# Ловкин, Семён Анатольевич
Семён Анатольевич Ловкин (род. 14 июля 1977, Пуштовай, Удмуртская АССР) — российский легкоатлет, специалист по спортивной ходьбе. Выступал на профессиональном уровне в 1999—2012 годах, член сборной России, победитель Кубков мира и Европы в командном зачёте, многократный победитель и призёр первенств всероссийского значения, участник ряда крупных международных стартов. Представлял Удмуртию и Мордовию. Мастер спорта России международного класса.

## Биография
Семён Ловкин родился 14 июля 1977 года в деревне Пуштовай Увинского района Удмуртской АССР. Занимался спортивной ходьбой под руководством тренеров В. Б. Волкова, Л. А. Вахрушева, представлял Российскую Армию.
Первого серьёзного успеха на международном уровне добился в сезоне 1999 года, когда вошёл в состав российской национальной сборной и выступил на молодёжном европейском первенстве в Гётеборге, где с личным рекордом 1:24:04 завоевал серебряную награду в ходьбе на 20 км.
В 2000 году в дисциплине 20 км выиграл серебряную медаль на зимнем чемпионате России по спортивной ходьбе в Адлере.
В 2001 году в ходьбе на 50 км взял бронзу на чемпионате России в Чебоксарах. Будучи студентом, представлял страну на Всемирной Универсиаде в Пекине — здесь в ходьбе на 20 км с результатом 1:30:47 занял 13-е место.
В 2002 году в дисциплине 20 км стал бронзовым призёром на зимнем чемпионате России в Адлере. На Кубке мира по спортивной ходьбе в Турине показал 16-й результат в личном зачёте 20 км и тем самым помог своим соотечественникам выиграть командный зачёт.
В 2003 году на зимнем чемпионате России в Адлере одержал победу на дистанции 35 км, установив при этом мировой рекорд в данной дисциплине — 2:24:25. На Кубке Европы в Чебоксарах с личным рекордом 3:51:36 стал третьим в ходьбе на 50 км, выиграв также командный зачёт.
В 2004 году в дисциплине 35 км стал бронзовым призёром на зимнем чемпионате России в Адлере. Принимал участие в Кубке мира в Наумбурге — сошёл с дистанции в 50 км, при этом россияне всё равно стали победителями командного зачёта.
В 2011 году в ходьбе на 50 км занял четвёртое место на чемпионате России в Саранске (после допинговой дисквалификации Сергея Бакулина переместился в итоговом протоколе на третью позицию).
Завершил спортивную карьеру по окончании сезона 2012 года.
За выдающиеся спортивные достижения удостоен почётного звания «Мастер спорта России международного класса».